# Ewa Sonnet
Beata Kornelia Dąbrowska (n. 8 de marzo de 1985) conocida como Ewa Sonnet es una cantante y modelo polaca.
A finales de 2003, Ewa comenzó a posar desnuda para el popular sitio web Busty.pl. Ewa apareció en sesiones fotográficas y videos para el sitio. Ewa es conocida sobre todo por sus grandes senos naturales (36EE), su delgado cuerpo y su bella cara.
En noviembre de 2005, Ewa posó en topless para la revista polaca CKM. y en enero de 2006 empezó realizar conciertos a lo largo de Polonia.
En octubre de 2006, Ewa lanzó su primer álbum musical, Nielegalna (Ilegal). Desde que lanzó su carrera como cantante, ha recibido un amplio reconocimiento y aparecido en revistas, programas de televisión y en una entrevista para la estación de radio KUSF de la Universidad de San Francisco en marzo de 2006. En noviembre de 2006 posó de nuevo en la revista CKM para promocionar su nuevo álbum.
El 16 de enero de 2007, confirmó oficialmente que ha terminado su segundo álbum. El álbum será lanzado en marzo y tendrá 11 canciones, actualmente se está grabando en Suecia.

## Discografía
- 2005: "...I RNB"
- 2006: "Nie Zatrzymasz Mnie"
- 2006: "Nielegalna"
- 2007: "Cry Cry"
- 2007: "Listen"
- 2007: "HypnotiQ"
- 2009: "Close The Door"

- Datos: Q259916
- Multimedia: Ewa Sonnet / Q259916